# Fierrot le Pou
Pour plus de détails, voir Fiche technique et Distribution.
Fierrot le pou est un court-métrage français réalisé en 1990 par Mathieu Kassovitz.

## Synopsis
Tous les samedis, Solange va s'entraîner au basket en même temps qu'un jeune basketteur maladroit qui n'arrive à mettre aucun panier contrairement à elle. Ce dernier essaie de se prendre pour un grand basketteur noir pour impressionner Solange.

## Fiche technique
- Titre : Fierrot le pou
- Réalisation : Mathieu Kassovitz
- Scénario : Mathieu Kassovitz
- Musique : Rockin' Squat
- Photographie : Georges Diane
- Montage : Stéphane Foucault et La Monteuse Masquée
- Société de production : Les Productions Lazennec
- Pays :  France
- Genre : comédie
- Durée : 8 minutes
- Dates de sortie : 
  - France : 1990

## Distribution
- Fabienne Labonne : Solange
- Alain Bienna Labinski : le basketteur noir
- Mathieu Kassovitz : le basketteur blanc maladroit

## Autour du film
- Pour ce premier film, Mathieu Kassovitz, n'ayant pas beaucoup de moyens s'est inspiré[1] de l'expérience de Luc Besson pour son premier film Le Dernier Combat, dont le scénario ne nécessitait ni lumière ni dialogues.
- C'est Chantal Rémy, la mère de Mathieu Kassovitz, qui a monté le film.
- « Fierrot le pou » est une contrepèterie qui rend hommage au film de Jean-Luc Godard Pierrot le Fou, ainsi qu'une référence à l'expression « fier comme un pou ».
- Le film a été tourné dans le gymnase Japy, à Paris.

## Distinctions
- Prix du jury jeune au Festival européen du film court de Brest 1991
- Mention Spéciale au Festival du Cinéma européen de Lille en 1991